# Пеллони, Стефано
Стефано Пеллони известный, как Иль Пассаторе (итал. Stefano Pelloni; 4 августа 1824,Баньякавалло, Эмилия-Романья — 23 марта 1851, Русси) — итальянский разбойник середины XIX века.
Прозвище получил по профессии своего отца Джироламо-паромщика (или «пассаторе»), перевозчика на реке Ламоне. Окончил 3 класса начальной школы. За кражу двух дробовиков был осуждён на четыре года принудительных работ. Бежал из тюрьмы Баньякавалло, получил дополнительно три года заключения.
Вновь бежал, собрал банду, которая становилась всё более крупной, смелой, свирепой и способной к эффективному насилию, три года действовавшей в папской области, грабил богатых землевладельцев, иногда убивал, если они сопротивлялись, щедро вознаграждал своих сторонников и бедных рабочих или крестьян, которые с радостью принимали его в свои хижины, делал щедрые подарки девушкам из домов, где он прятался, малообеспеченным людям, монахиням монастырей, где он смог найти убежище. Таким образом, ему удалось создать миф о местном Робин Гуде, грабившего богатых и раздававших деньги бедным. Часто мстил за убитых друзей, устранял предателей, информаторов, полицейских, добровольных охранников-патрулей.
Погиб в перестрелке с папской жандармерией. Похоронен на кладбище Чертоза (Болонья).
Иль Пассаторе посвящёны итальянский фильм «Пассаторе» (1947) и мини-сериал «Il Passatore» (1977 — …).